# 흑룡 통첩장
"흑룡 통첩장"(黑龍通牒狀)은 한국에서 제작된 남기남 감독의 1986년 영화이다. 김희진 등이 주연으로 출연하였고 최상균 등이 제작에 참여하였다.

## 출연

### 주연
- 김희진
- 오경아
- 박동룡
- 권영문

## 기타
- 조명: 강광희